# 近藤芳樹 (作曲家)
近藤 芳樹（こんどう よしき、1984年2月17日 - ）は、日本の音楽プロデューサー、作曲家、編曲家。

## 来歴
東京都出身。3歳からピアノを始める。その他にもギター、ベース、ドラムなど、様々な楽器でバンド活動に励む。秋田出身のバンドメンバーと共にヤマハ主催のTEENS’ MUSIC FESTIVALで秋田県大会に出場し優勝。その後、東北大会へ進み、ZEPP仙台で演奏（担当楽器はギター）。
音楽学校アムバックスで作編曲、音楽理論、DTM、ミキシングを学び、卒業後、ジャニーズ事務所・つんく♂関連の編曲などで編曲家としてのキャリアを重ねる。その後、劇伴、TV番組、ゲーム、CMなど作曲家としての幅も広げる。
世界観やストーリーとのマッチングによる相乗効果を目指した劇伴の制作スタイルを得意とする。また、アメリカやヨーロッパなど海外のオーケストラを起用した作編曲も積極的に行う。

## 主な楽曲提供

### 映画劇伴（楽曲提供）
- 「JUNK HEAD」（GAGA）劇伴（作曲・編曲）
  - （ファンタジア国際映画祭（北米・カナダ）最優秀長編アニメーション賞受賞作品）
- 「呪糸（zhou si）」 劇伴（作曲・編曲）（共同） 
  - （中国公開映画、北京国際映画祭 出展作品）
- 「海を越えた愛（邦題）」 劇伴（作曲・編曲）（共同）  
  - （中国公開映画、東京・中国映画週間 出展作品）

### アニメ劇伴（楽曲提供）
- 「鉄鴎～ARMORED GULL」 劇伴（作曲・編曲）
- 「ちいかわの森」 劇伴（作曲・編曲）
- 「SEWING BROTHERS」 劇伴（作曲・編曲）（GA!TOON）
- 「関ヶ原合戦 岐路に立った垂井の武将たち」 劇伴（作曲・編曲）（ポニーキャニオン）

### ソーシャルゲームBGM（作曲・編曲/楽曲提供）
- XFLAG
  - 「モンスターストライク」
    - PV他多数 BGM
    - 天下五剣獣神化PV　XFLAG PARK 2022公開 BGM）
    - ラプラスPV　MONSTER STRIKE「DREAMDAZE」2023公開 BGM
    - MONSTER STRIKE OFFICIAL SOUNDTRACK 真 ＜DISC.03＞ 32.キャラPV マギアBGM
- NextNinja Co., Ltd. / aNCHOR
  - 「マブラヴ：ディメンションズ」 BGM
- Cygames
  - 「神撃のバハムート」（ソーシャルゲーム） BGM
- Dwarf Works
  - 「メモリア～夢の旅人と双子の案内人～」 BGM（大川茂伸と共同）
- Applibot
  - 「不良道〜ギャングロード〜」（iPhone/Android用ゲームソフト） BGM）
  - 「カオスドライブ」（iPhone用ゲームソフト） BGM
  - 「グリモア〜私立グリモワール魔法学園〜」（iPhone/Android用ゲームソフト） BGM
- Ameba
  - 「天空のクリスタリア」（iPhone/Android用ゲームソフト） BGM
- KADOKAWA / SEGA
  - 「アンジュ・ヴィエルジュ」（iPhone/Android用ゲームソフト） BGM
- アルファポリス
  - 「ワンモア・フリーライフ・オンライン」BGM
  - 「ワンモア・フリーライフ・オンライン・モバイル〜とあるおっさんのVRMMO活動記〜」 BGM
- DLE
  - 「GANTZ:O/タップバトルロワイヤル」 BGM（映画「GANTZ:O｜ガンツ:オー」のタイアップゲーム）
- ブシロード
  - 「たぷろじ〜TAP! Luck & Logic〜」 BGM（作曲・編曲）（「ラクエンロジック」のタイアップゲーム）
- セガ
  - 「オルタンシア・サーガ -蒼の騎士団-」 BGM（ゲーム内イベントBGM一部）
- ネットイース
  - 「Hyper Arena (超维对决)」 BGM（ゲーム内タイトルBGMなど）
- モブキャストゲームス
  - 「転生したらスライムだった件 ～魔国連邦創世記～」 BGM
- リイカ、オカキチ
  - 「マチガイブレイカー」 BGM
  - 「マチガイブレイカー Re:Quest」 BGM
- RASTAR GAMES
  - 「少女的王座」 BGM（作曲・編曲）

### コンシューマーゲーム（楽曲提供）
- aNCHOR
  - 「Project MIKHAIL」（マブラヴ戦術機バトルアクションゲーム） BGM（作曲・編曲）
- KONAMI
  - 「遊戯王ラッシュデュエル 最強バトルロイヤル!!」（Nintendo Switch用ゲームソフト） BGMの一部（作曲・編曲）
- GotchaGotchaGames
  - 「RPG Maker Unite」BGM（作曲・編曲）
- カプコン
  - 「タツノコ VS. CAPCOM CROSS GENERATION OF HEROES 」（Wii用ゲームソフト） BGM（リミックスアレンジ）
- バンダイナムコゲームス
  - 「ココロコネクト ヨチランダム」（PSP用ゲームソフト）BGM（作曲・編曲）
- イメージエポック
  - 「ソールトリガー」（PSP用ゲームソフト）BGM（作曲・編曲）
- オトメイト
  - 「SNOW BOUND LAND」（PSP用ゲームソフト）BGM（作曲・編曲）
- ハドソン
  - 「萌える麻雀 もえじゃん!」（PSP用ゲームソフト）BGM（作曲・編曲）

### KAMITSUBAKI STUDIO関連（THINKR関連）

#### 花譜
- 「花譜 3rd ONE-MAN LIVE「不可解参(狂)」in日本武道館」2022 劇伴（作曲・編曲）（サウンドトラック）
- 「花譜 3rd ONE-MAN LIVE「不可解参(想)」」2023 劇伴（作曲・編曲）（サウンドトラック）
- 花譜　3rd Album「狂想」
  - 01．そうぞうりょく（Instrumental）（作曲・編曲）
  - 15．あなたをあいしてる（Instrumental）（作曲・編曲）

#### ヰ世界情緒
- 「ほしをみるひと」アニメ映画『狂気山脈 ネイキッド・ピーク』 主題歌（編曲）
- 「SINKA LIVE SERIES EP.Ⅰ」
  - ヰ世界情緒　2nd ONE-MAN LIVE「Anima Ⅱ -神椿市参番街-」劇伴（作曲・編曲）（サウンドトラック）

#### V.W.P（花譜、理芽、春猿火、ヰ世界情緒、幸祜）
- 「魔女(真)  」8th Single（編曲）
- V.W.P 1st Album「運命」
  - 01．開幕（作曲・編曲）
  - 14．魔女(真)（編曲）
  - 15．仮想（作曲・編曲）

#### KAMITSUBAKI Resident Genesis
- #01 - 「物語を、始めよう。」/ "Let the story begin."  劇伴（作曲・編曲）
- #02 - 「あなたの力が、必要なんだ。」/ "We need your help."  劇伴（作曲・編曲）
- #03 - 「夢見た世界が其処にあった。」 / "The world I dreamed of was there."  劇伴（作曲・編曲）
- #04 - 「あなたたちの声が、命になる。」 / "Your voices will bring life."  劇伴（作曲・編曲）

#### 神椿市建設中。NARRATIVE
- 「共創課制圧」 劇伴（作曲・編曲）
- 「神椿市復興課」 劇伴（作曲・編曲）
- 「神椿市建設中。NARRATIVE Ending Movie」 劇伴（作曲・編曲）

#### 「KAMITSUBAKI FES '23」in 豊洲PIT
- 「OPテーマ、アーティスト登場BGM」劇伴（作曲・編曲）（サウンドトラック）

### アニメ音楽
- 七つの大罪（戒めの復活）
  - オープニングテーマ「雨が降るから虹が出る」（ピアノ演奏、ベース演奏）

### 舞台劇伴（楽曲提供）
- ケイファクトリープロデュース
  - 「四十雀ノコイ」　劇伴（作曲・編曲）
【出演】山崎直樹、黒田アーサー、井之上隆志、小野剛民、吉井怜、名和利志子、板東工

- 『ギア-GEAR-』劇伴（作曲・編曲）

### TV音楽 テーマソング、番組内BGM（楽曲提供）

#### テレビ朝日系列全国ネット
- 「モーニングバード!」【総合司会】：羽鳥慎一
  - 『プロ技キッチン!』テーマソング「街角のカフェ」（作曲・編曲）
- 「スーパーJチャンネル」【総合司会】：渡辺宜嗣、竹内由恵
  - 番組内BGMの一部（作曲・編曲）
- 「じゅん散歩」【出演】：高田純次
  - 番組内BGMの一部（作曲・編曲）
- 「ロッピングセレクション」【出演】：細川茂樹、夏川純
  - 番組内BGMの一部（作曲・編曲）

#### BS朝日
- 「いま世界は」【メインキャスター】：木佐彩子
  - オープニングテーマ「未知なる明日へ」（作曲・編曲）
- 「わかるわかるTV」【出演者】：小林麻耶・東京03
  - OPテーマ、エンディング（作曲・編曲）

#### ABEMA
- 「原宿AbemaNews -ハラジュクアベニュー-」　【出演】：藤田ニコル、藤本敏史（FUJIWARA）、田村亮（ロンドンブーツ1号2号）
  - 番組内BGMの一部（作曲・編曲）

#### 日本テレビ
- 『NTVM Music Library』（日本テレビの番組音楽用のBGMライブラリー、VAPから発売のCDにも収録）
- 「ポシュレ」
  - 番組内BGMの一部（作曲・編曲）

### CM音楽（楽曲提供）
- 森永乳業
  - ビヒダスヨーグルトTVCM
    - 『すっぱくないのには理由がある』篇（作曲・編曲）（多田慎也と共作）
- パナソニックTechnics（テクニクス）
  - 50周年記念CM（作曲・編曲）
- トヨタ
  - ネッツトヨタ福井TVCM（作曲・編曲）
- クレディセゾン
  - セゾンカードCM
    - 『トリセツセゾン』東池袋52（編曲）
- 「敏華冰廳 (Men Wah Bing Teng)」
  - 香港、中国、大手チェーン展開レストランCM（作曲・編曲）

### J-POP（編曲）
- テゴマス（ジャニーズ・エンタテイメント）
  - 「もしも、この世界から○○がなくなったら」 （編曲）　　
  - 「チーター　ゴリラ　オランウータン」 （編曲）
- Tokyo Cheer2 Party（ビクターエンタテインメント）
  - 「いいとこみっけ!」4thシングルM2 （編曲）
- カレン（ビクターエンタテインメント）
  - 「未練坂」1stシングル （編曲）
- ハロー!プロジェクト（アップフロントプロモーション）
  - コンサート舞台用BGM　「ロボットダンス」（リミックスアレンジ）
- ヤンチャン学園
  - 「コイハナビ」1stシングル （編曲）
- 西田エリ
  - 「a gray crow」（英語バージョン） （編曲）
  - 西田エリ自身が主演、私立恵比寿中学の小林歌穂らが共演の映画「灰色のカラス」テーマソング）
- CRAVITY
  - Give me your love (X-mas ver.)（編曲）

### キッズ・ファミリーミュージック（編曲）
- かえであーたんファミリーCHANNEL（かえであーたんオリジナルソング）
  - 「ベジデ ハピデ Yum!」（歌：かえであーたん&ママ）
  - （編曲、ギター、ピアノ、プログラミング、サウンドプロデュース）
  - 「ママとパパは ぼくのヒーロー」（歌：かえで&あーたん）
  - （編曲、ギター、ピアノ、プログラミング、サウンドプロデュース）
  - 「Everybody Let’s Swim!!! 」（歌：かえであーたん&ママ）
  - （編曲、キーボード、プログラミング、サウンドプロデュース）
  - 「公園はパラダイス」（歌：かえで&あーたん）
  - （編曲、ベース、キーボード、プログラミング、サウンドプロデュース）
  - 「歯医者さんってすごいな!」（歌：かえで&あーたん）
  - （編曲、キーボード、プログラミング、サウンドプロデュース）
- スーパー☆フード・ソング （キングレコード）
  - 「ママの魔法♡おべんとビックリ箱」（歌：鈴木佐江子、ひまわりキッズ）（編曲）

### J-POP（作曲）
- H!dE（徳間ジャパンコミュニケーションズ）
  - 「この先のものがたり」 （作曲）
- スポポポポニー（略：スポニー ）（スポニチ初の女性7人組アイドルユニット）
  - 「CLAP CLAP Fanfare」 （作曲・編曲）（ライブ用のオープニング楽曲）

### 譜面アレンジ
- ワンランク上のピアノソロ（デプロ出版）
  - 小田和正「こんな日だったね」ピアノソロ譜面用の編曲、譜面作成
  - SMAP「朝日を見に行こうよ」「たいせつ」「セロリ」「どんないいこと」ピアノソロ譜面用の編曲、譜面作成